# Yusuf Sağ
Yusuf Sağ (* 1935 in İdil, Şırnak, Türkei) ist Chorbischof und Patriarchalvikar der syrisch-katholischen Kirche in der Türkei.

## Leben
Yusuf Sağ empfing nach seiner Pastoralausbildung im Libanon am 14. Februar 1964 die Priesterweihe. Er war von 1964 bis 1970 Pfarrer in Mardin und Diyarbakır, einem Stützpunkt der NATO. 1980 wurde er Stellvertreter von Patrik Vekili, dem Patriarchen in Schweden. 1981 wurde er Stellvertreter von Ruhani Reisler, dem Patriarchen in der Türkei. 1987 wurde er zum Chorepiskopos ernannt, einem Priester mit bischöflicher Würde.
Yusuf Sağ ist Patriarchalvikar der syrisch-katholischen Kirche in der Türkei mit Sitz in Istanbul, vorher Mardin. Er ist als Vertreter der mit Rom unierten syrisch-katholischen Kirche Mitglied der Türkischen katholischen Bischofskonferenz und dort Präsident der Kommission für den interreligiösen Dialog.
Er ist der einzige türkische Kleriker der syrisch-katholischen Kirche in der Türkei.